# Nicolas Freeling
Nicolas Freeling (geboren Nicolas Davidson; Londen, 3 maart 1927 – Mutzig, 20 juli 2003) was een Brits misdaadauteur, vooral bekend als schrijver van de "Van der Valk"-reeks politieromans. Een televisieserie gebaseerd op het personage, Van der Valk, werd in de jaren 1970 geproduceerd voor het Britse ITV-netwerk door Thames Television en kreeg in 1991-1992 een vervolg. In 2020 werd een remake gelanceerd met een nieuwe cast, nieuwe personages en verhaallijnen.

## Biografie
Freeling werd geboren in Londen, maar reisde veel en bracht zijn laatste levensjaren door in zijn woonplaats Grandfontaine, ten westen van Straatsburg. Hij had uiteenlopende beroepen, waaronder een loopbaan in de strijdkrachten en in de horeca. Hij was getrouwd met een Nederlandse vrouw. Hij begon met schrijven tijdens een gevangenisstraf van drie weken, nadat hij veroordeeld was voor het meenemen van kalfsvlees uit het Amsterdamse restaurant waar hij werkte, hoewel dit destijds gebruikelijk was in de horeca. Hij moest Nederland verlaten en maakte het boek, dat Love in Amsterdam ging heten, af in Engeland. Na de publicatie ervan keerde hij terug naar Nederland. In 1963 woonde hij in Hoogeveen.
Freeling raakte uitgekeken op het schrijven over zijn Amsterdamse inspecteur Van der Valk en liet hem in 1972 sterven, toen het personage werd doodgeschoten tijdens het onderzoeken van een weinig veelbelovend spoor. Freeling weigerde de detective weer tot leven te brengen en schreef twee romans waarin diens weduwe Arlette de hoofdrol als speurder vervulde. Vervolgens begon hij aan een tweede reeks rond de Franse politie-inspecteur Henri Castang, waarmee hij zijn teruglopende inkomsten trachtte te herstellen. Uiteindelijk liet hij Van der Valk terugkeren in Sand Castles (1989).
Freelings The King of the Rainy Country ontving in 1967 de Edgar Allan Poe Award van de Mystery Writers of America voor Beste Roman.
Zijn roman Gun Before Butter won de Franse Grand Prix de Littérature Policière en werd in 1963 genomineerd voor de Gold Dagger Award van de Britse Crime Writers’ Association.
In 1968 werd Freelings roman Love in Amsterdam verfilmd onder de titel Amsterdam Affair, geregisseerd door Gerry O’Hara, met Wolfgang Kieling in de rol van Van der Valk.
In 1990 werd Freelings Henri Castang-roman The Night Lords bewerkt tot een hoorspel door Michael Bakewell, met Keith Barron, Richard Vernon en Edita Brychta in de hoofdrollen. Het werd uitgezonden in de reeks Saturday Night Theatre op BBC Radio 4.

#### Van der Valk serie
- Love in Amsterdam (1962), ook verschenen als Death in Amsterdam
- Because of the Cats (1963)
- Gun Before Butter (1963), ook verschenen als Question of Loyalty
- Double-Barrel (1964)
- Criminal Conversation (1965)
- The King of the Rainy Country (1966)
- Strike Out Where Not Applicable (1967)
- Tsing-Boum! (1969)
- Over the High Side (1971), ook verschenen als The Lovely Ladies
- A Long Silence (1972), ook verschenen als Auprès de ma Blonde
- Sand Castles (1989)

### Adaptaties

#### Televisie
De Britse televisieserie Van der Valk (1972 TV serie), gecreëerd door Freeling, is gebaseerd op de romans. De serie ging in première op ITV en liep van 1972 tot 1992. In 2020 volgde een remake (Van der Valk (2020 TV serie)), eveneens geproduceerd voor ITV.

#### Film
- Amsterdam Affair (1968), een Britse film met de Duitse acteur Wolfgang Kieling in de titelrol.
- Pas de frontières pour l'inspecteur (Van der Valk), drie Frans-West-Duitse coproducties met Frank Finlay in de titelrol:
  - Van der Valk und das Mädchen (Le milieu n'est pas tendre) (1972), gebaseerd op de roman Gun Before Butter, geregisseerd door Peter Zadek.
  - Van der Valk und die Reichen (Discrétion absolue) (1973), gebaseerd op The King of the Rainy Country, geregisseerd door Wolfgang Petersen.
  - Van der Valk und die Toten (Le bouc émissaire) (1975), gebaseerd op Double-Barrel, geregisseerd door Marcel Cravenne.

- Because of the Cats (1973), een Nederlands-Belgische coproductie met de Britse acteur Bryan Marshall in de titelrol.

#### Radio
Aangepast voor BBC Radio:
- Gun Before Butter (1993), met Ian Hogg als Van der Valk en Sophie Thompson als Lucienne.
- King of the Rainy Country (1994), met Martin Jarvis als Van der Valk.
- Arlette and The Widow (1999), met Stella Gonet als Arlette Van der Valk en Nigel Anthony als Piet Van der Valk.

### Met Arlette Van der Valk
- The Widow (1979)
- One Damn Thing After Another (1981), ook verschenen als Arlette

### Henri Castang serie
- Dressing of Diamond (1974)
- What are the Bugles Blowing For? (1975), ook verschenen als The Bugles Blowing
- Lake Isle (1976), ook verschenen als Sabine
- The Night Lords (1978)
- Castang's City (1980)
- Wolfnight (1982)
- The Back of the North Wind (1983)
- No Part in Your Death (1984)
- Cold Iron (1986)
- Lady Macbeth (1988)
- Not as Far as Velma (1989)
- Those in Peril (1990)
- Flanders Sky (1992), ook verschenen als The Pretty How Town
- You Who Know (1994)
- The Seacoast of Bohemia (1994)
- A Dwarf Kingdom (1996)

In 1990 werd Not as Far as Velma bewerkt tot een zesdelige BBC-radioserie, met Keith Barron als Castang.

### Ander werk
- Valparaiso (1964, eerste editie als door F. R. E. Nicolas)
- The Dresden Green (1966)
- This is the Castle (1968)
- Gadget (1977)
- A City Solitary (1984)
- One More River (1998)
- Some Day Tomorrow (1999)
- The Janeites (2002)

### Non-fictie
- The Kitchen (1970)
- Cook Book (1972)
- Criminal Convictions (1994)
- The Village Book (2001)
- The Kitchen and the Cook (2002)

- Bibsys: 90058494
- Biblioteca Nacional de España: XX994977
- Bibliothèque nationale de France: cb119035181 (data)
- Gemeinsame Normdatei: 122362071
- International Standard Name Identifier: 0000 0001 1443 2072
- Library of Congress Control Number: n79065052
- MusicBrainz: 6e46d32f-a553-4115-b6cb-fb4e52d691c7
- Nationale Bibliotheek van Tsjechië: ola2003172335
- Nationale bibliotheek van Australië: 35101865
- Nationale Bibliotheek van Israël: 987007280401105171
- Nederlandse Thesaurus van Auteursnamen: 06882615X
- Istituto Centrale per il Catalogo Unico: SBLV216458
- LIBRIS: 187410
- SNAC: w6554x6g
- Système universitaire de documentation: 026874172
- Trove: 826917
- Virtual International Authority File: 46761234
- WorldCat: E39PBJwmQyqwDfpXwGBbJdFkDq